# Wasserfreunde Spandau 04
El Wasserfreunde Spandau 04 es un club alemán de waterpolo en la ciudad de Berlín.

## Historia
El club fue fundado en 1904. Es el club más laureado del waterpolo masculino alemán.

## Palmarés
- 31 veces campeón de la liga de Alemania de waterpolo masculino
- 23 veces campeón de la copa de Alemania de waterpolo masculino[2]
- 4 veces campeón de la Copa de Europa de waterpolo masculino (1983, 1986,1987 y 1989)[3]
- 2 veces campeón de la Supercopa de Europa de waterpolo masculino (1986 y 1987)